# Crimini immaginari
Crimini immaginari (Imaginary Crimes) è un film statunitense del 1994 diretto da Anthony Drazan.
Esso è basato sull'omonimo romanzo di Sheila Ballantyne del 1982.